# Ужгород (летище)
Международно летище Ужгород (на украински: Міжнародний аеропорт „Ужгород“) е международно летище базирано в град Ужгород, който се намира в западната украинска област Закарпатие. Това е едно от най-големите летища в Украйна обслужващо Ужгород и околността. То е на западната част на града в район Червениця. Летището има само 1 терминал.

## Авиокомпании и дестинации
- Авиокомпания Аеросвит (Киев-Бориспил)
- MALEV (Будапеща)